# Simbolul armean al eternității

Semnul armean al eternității orientat spre dreapta și spre stânga

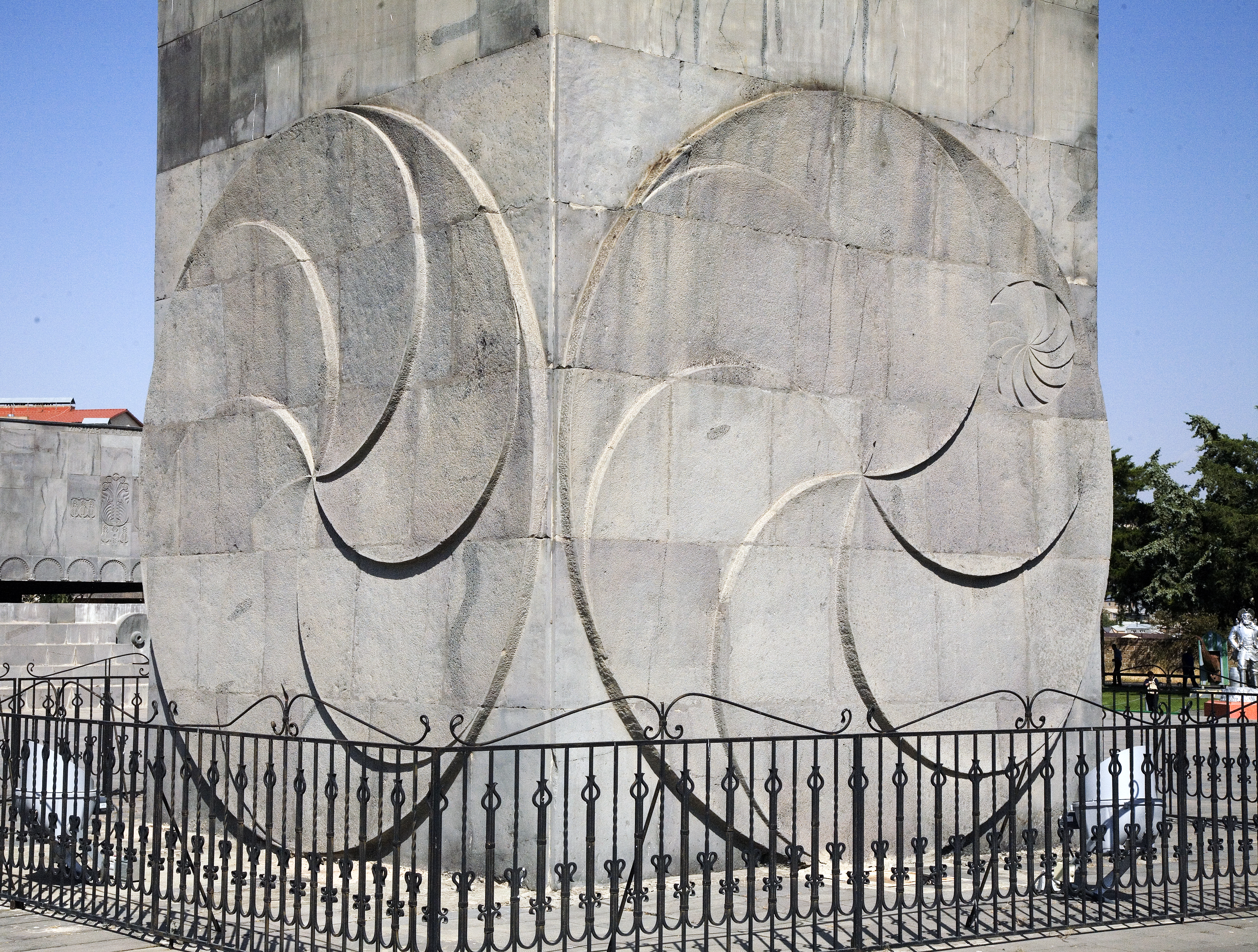
Semnul eternității apare la baza acestui monument din 1965 situat în vârful Cascadei Erevan, numit "Armenia renăscută", dedicat aniversării a 50 de ani de la înființarea Republicii Sovietice Socialiste Armenească. Sunt 9 semne ale eternității pe acest monument înalt de 50 de metri, 5 la bază și 4 în vârf.

Semnul armean al eternității (în armeană հավերժության նշան, nshan haverzhut'yan) este un vechi simbol național armean și un simbol al identității naționale a poporului armean. Este unul dintre cele mai comune simboluri din arhitectura armeană,  sculptate pe hacikare și pe pereții bisericilor.

## Evoluție și utilizare
În cultura armeană medievală, semnul eternității simboliza conceptul de viață veșnică, cerească. Încă din secolul al V-lea, a apărut pe stelele armene, iar mai târziu a devenit parte a simbolismului hacikar. În jurul secolului al VIII-lea utilizarea simbolului armean al eternității a devenit o practică iconografică națională stabilită, și își păstrează semnificația până în epoca modernă.  Pe lângă faptul că este una dintre componentele principale ale hacikarelor, poate fi găsită pe pereții bisericilor, a pietrelor funerare și a altor monumente arhitecturale. Biserici importante care conțin acest simbol sunt: Biserica Mashtots Hayrapet din Garni, Mănăstirea Horomayr, Nor Varagavank,, Mănăstirea Tsitsernavank.. Poate fi găsită și în manuscrise armene. 

## ArmSCII și UNICODE
În ArmSCII, Codul standard armean pentru schimbul de informații, un semn armean al eternității a fost codificat în codificări standard în 7-biți și 8 biți. În 2010, Institutul Național Armean de Standarde a sugerat codificarea unui semn armean al eternității în setul de caractere Unicode, și ambele semne orientate către dreapta și stânga au fost incluse în versiunea Unicode 7.0 atunci când a fost lansat în iunie 2014.

## Galerie
Biserici

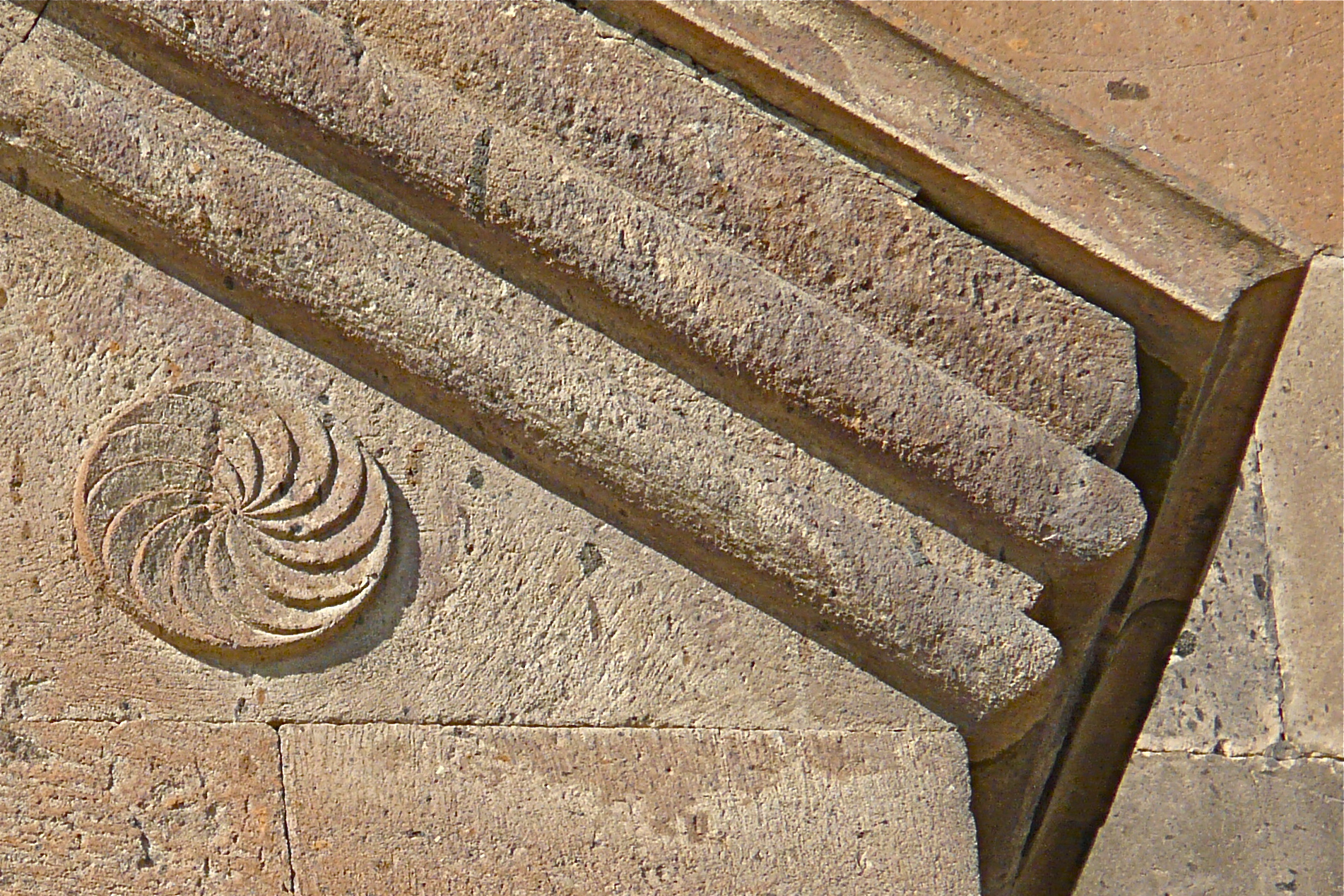
Biserica Sfânta Hripsime, Vagharshapat (secolul al VII-lea)
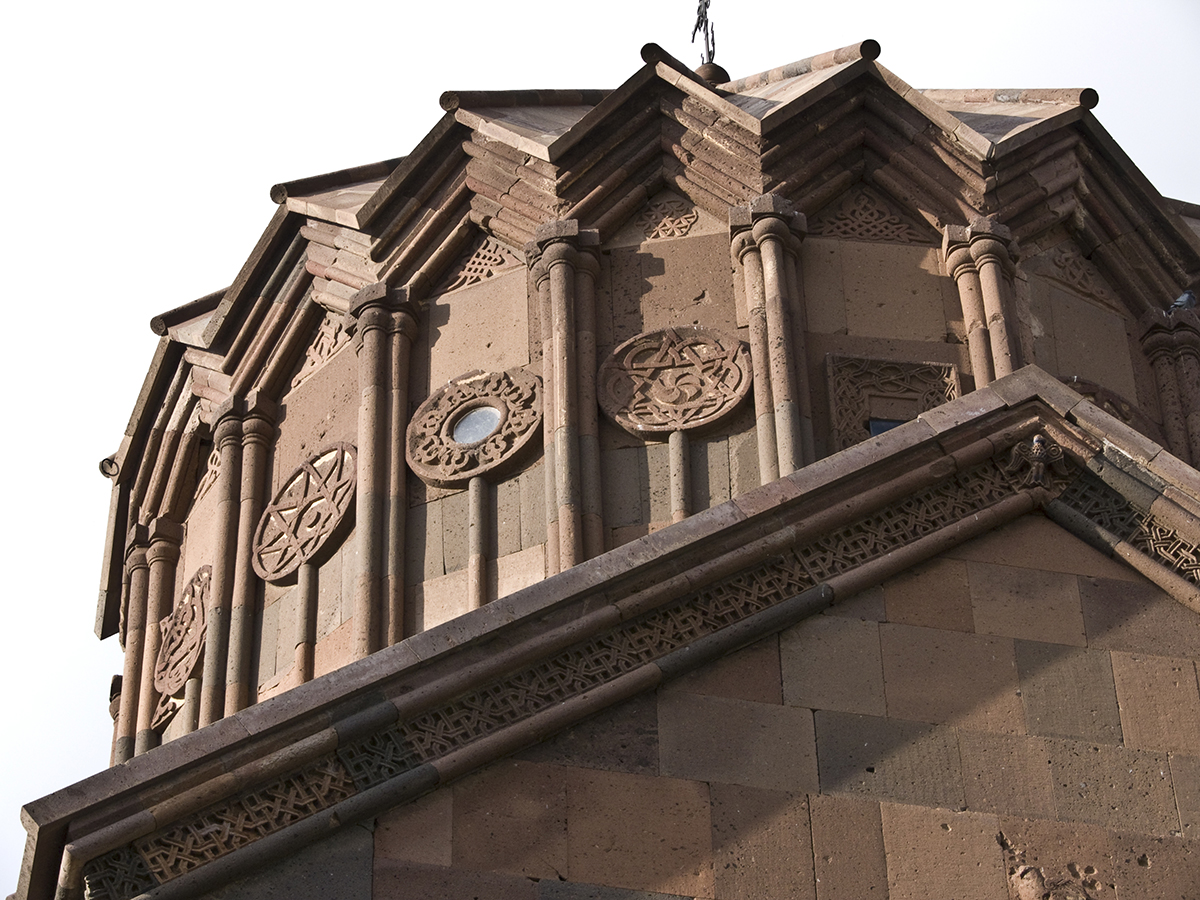
Semnul eternității arcuit de cinci ori pe Catedrala Maicii Domnului, Mănăstirea Harichavank, lângă Artik (secolul al XIII-lea)
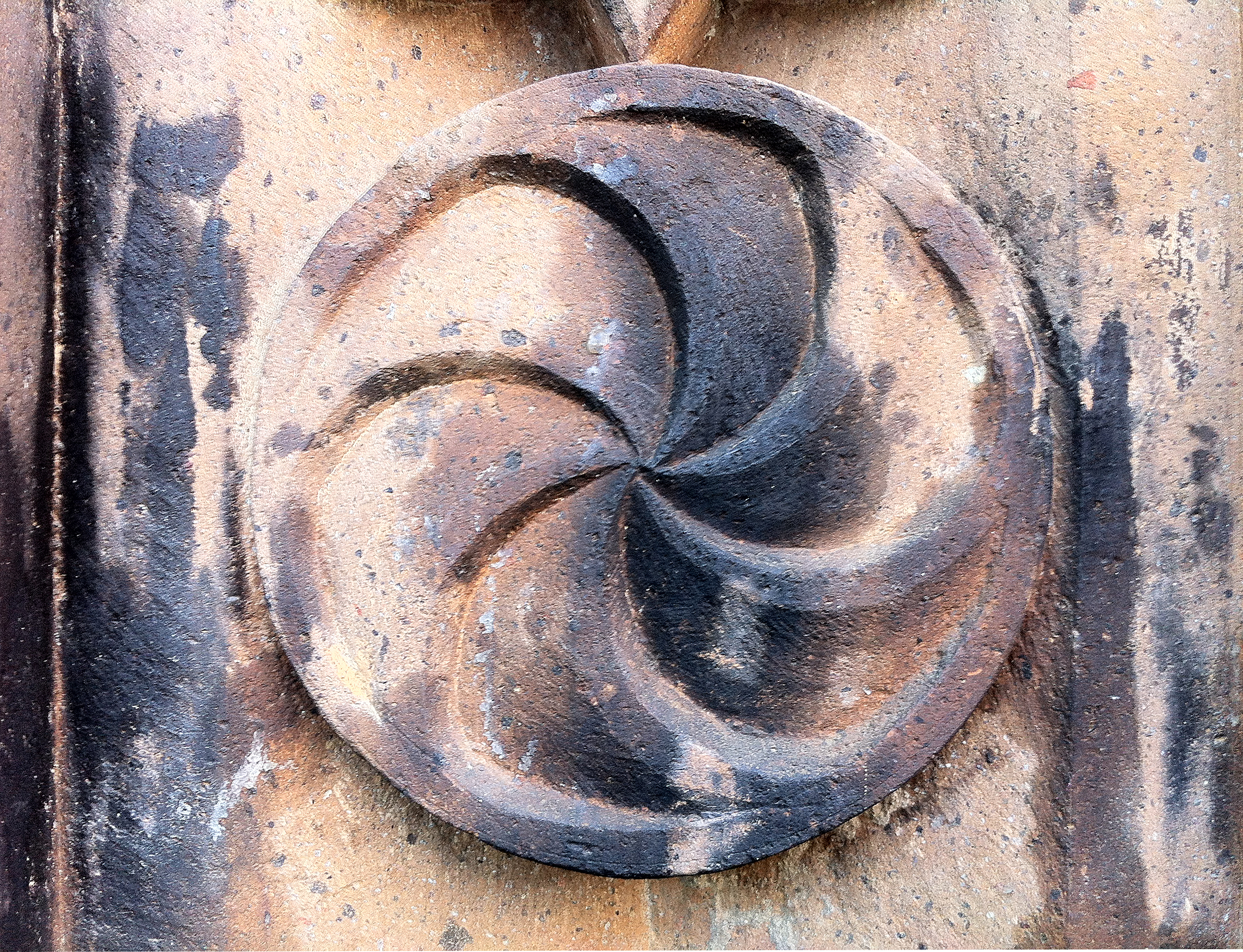
Makaravank, lângă Achajur (secolul al X-lea)
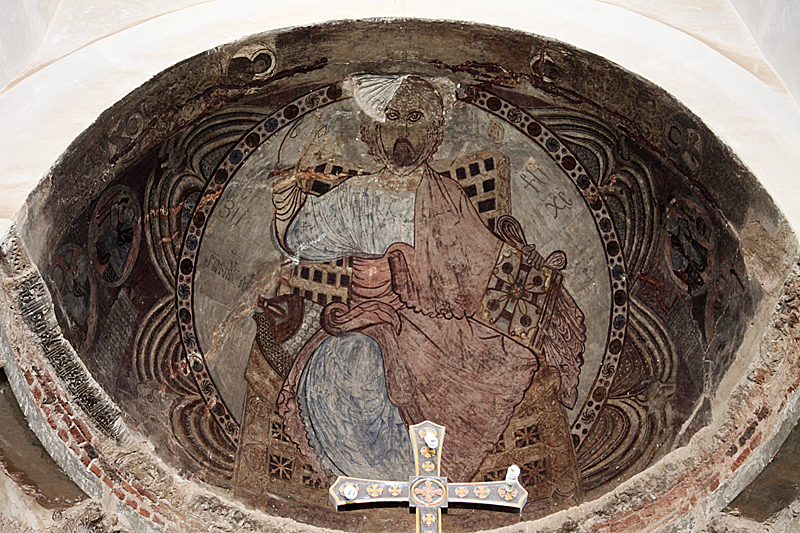
18 semne ale eternității pe fresca armeană a Mănăstirii Albe copte din Egipt, secolul al XII-lea
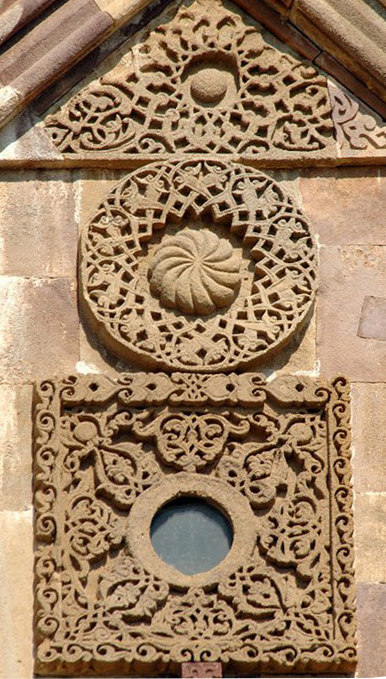
Mănăstirea Gandzasar, secolul al XIII-lea
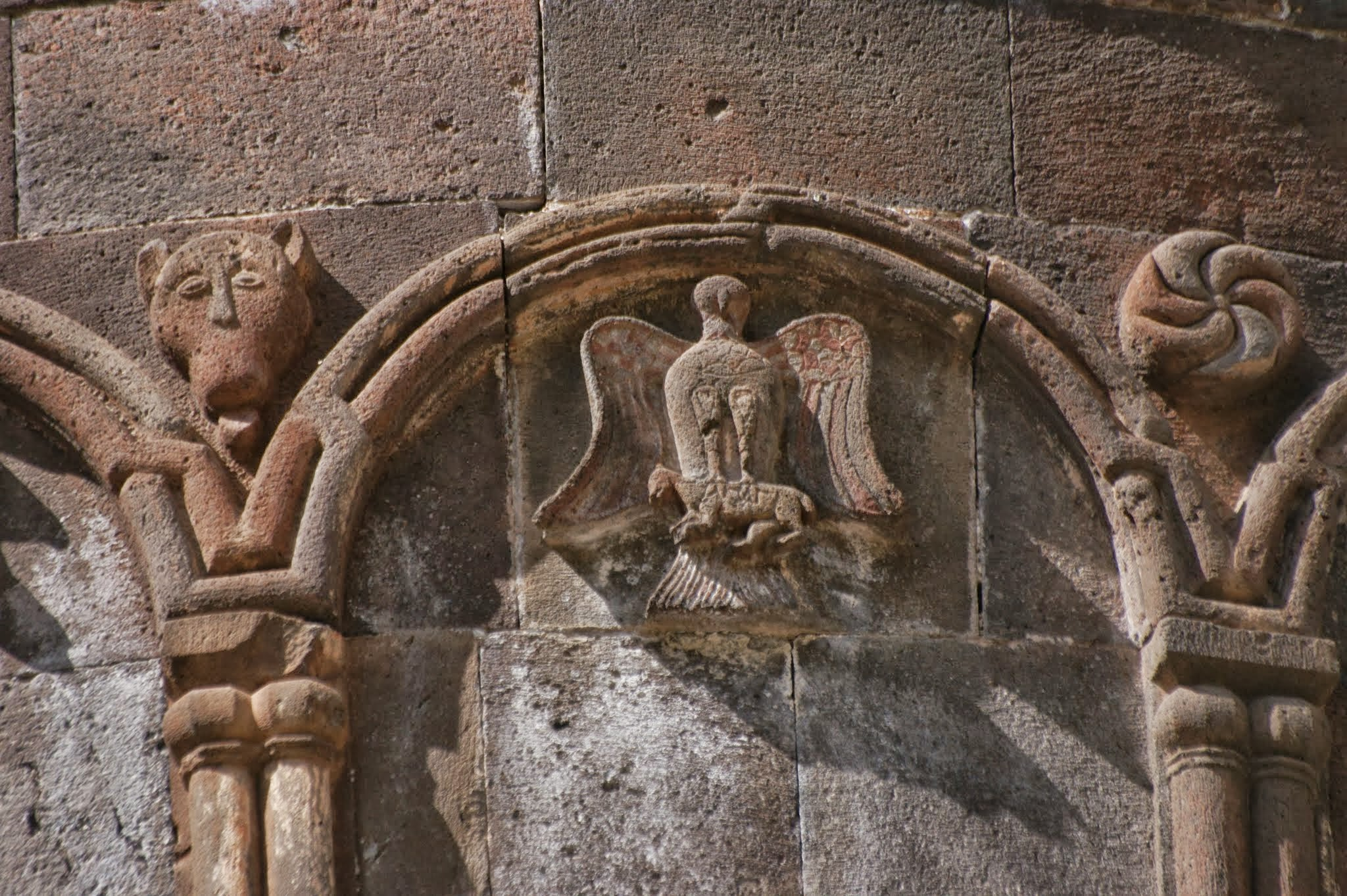
Geghard, secolul al XIII-lea
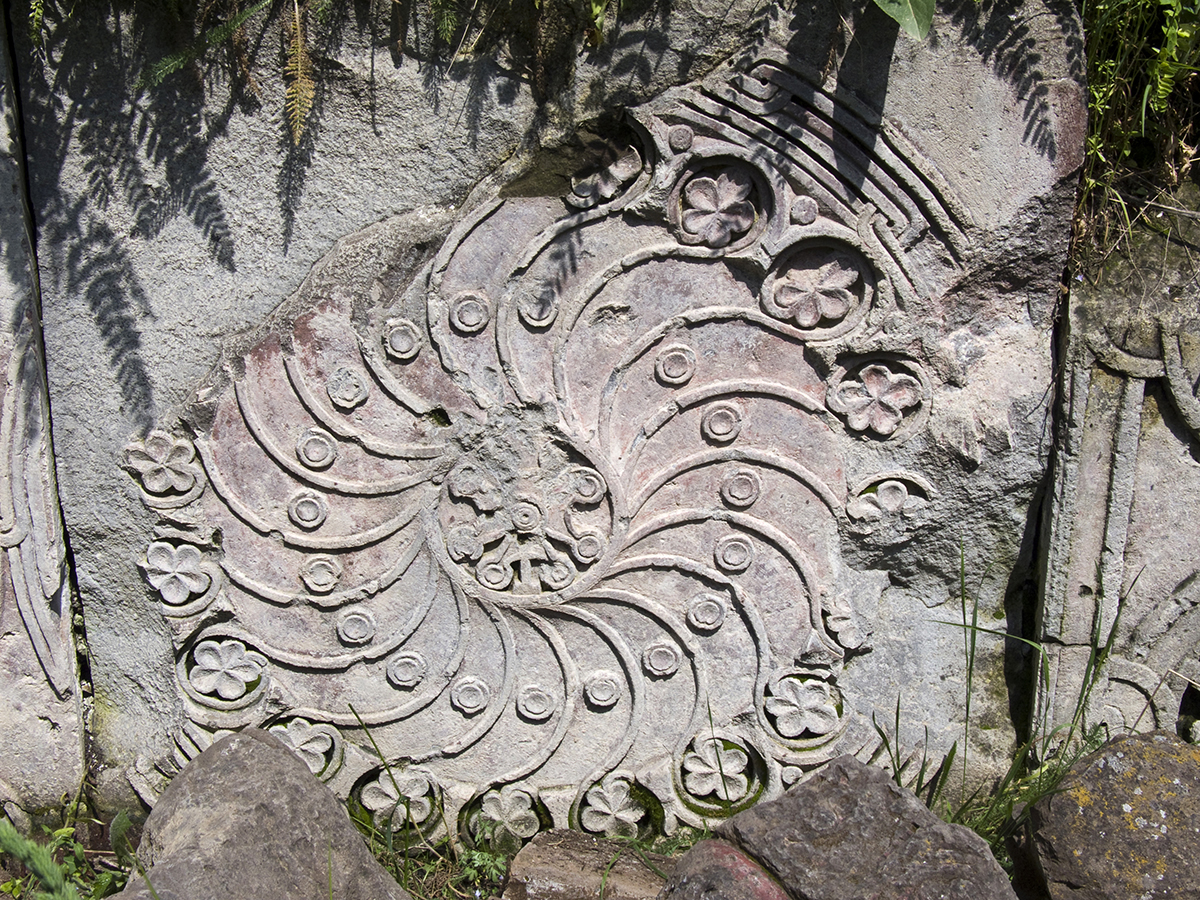
Decor la Mănăstirea Teghenyats
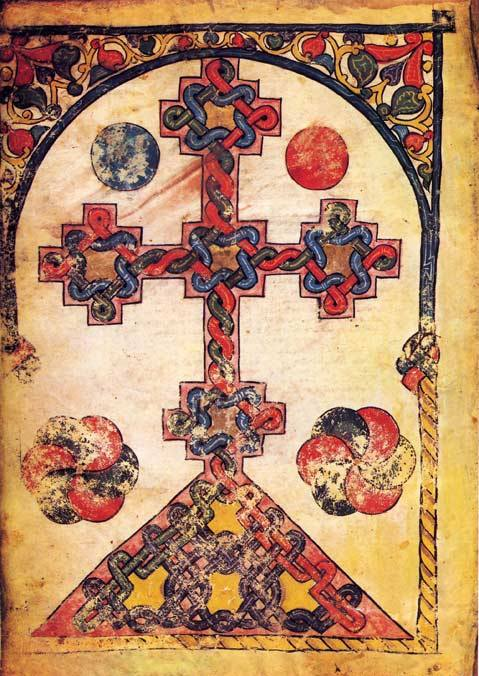
Miniatură în Evanghelie de Stepanos, 1201
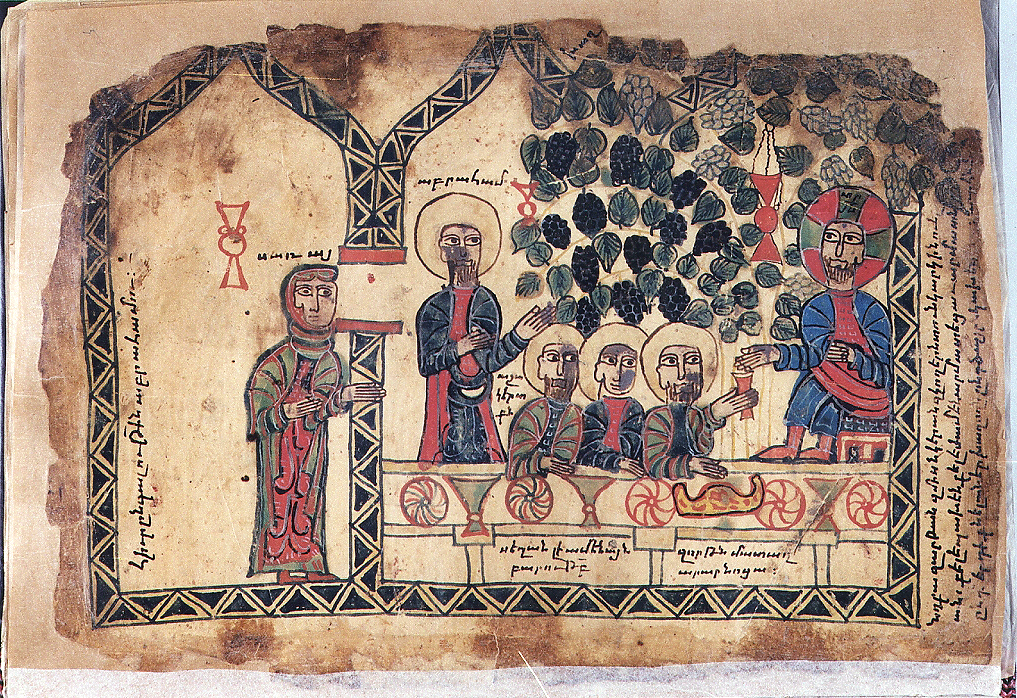
Manuscrisele armene de Hovsian, 1316
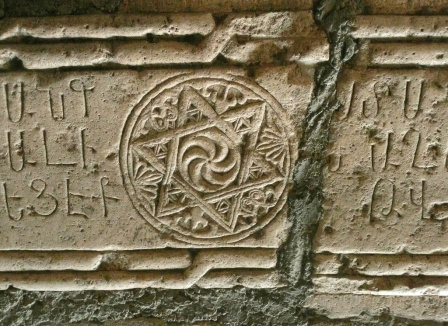
Marele prinț Hasan Jalal Vahtangian, 1214-1261
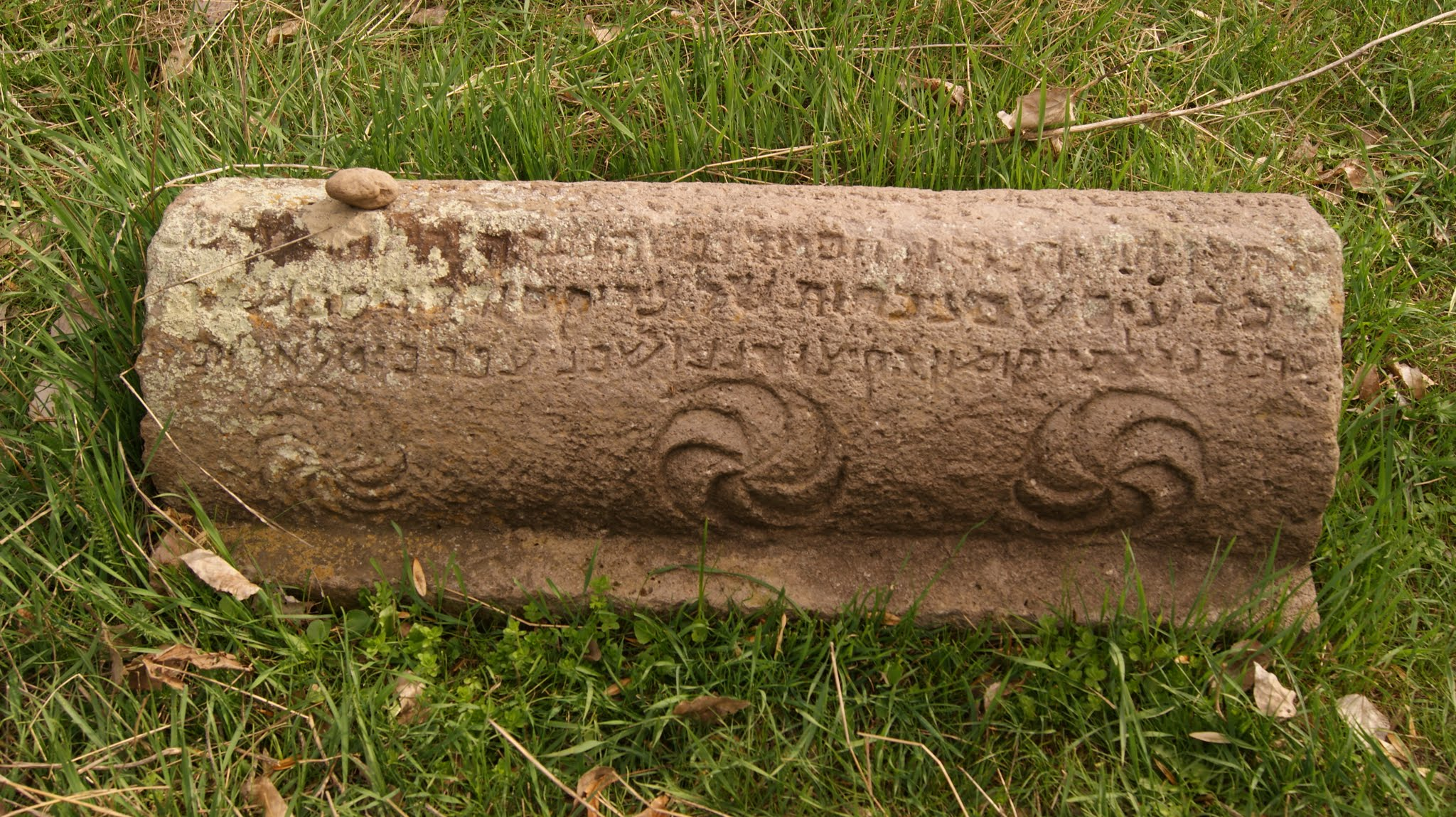
Cimitirul evreiesc în Yeghegis, secolul al XIII-lea
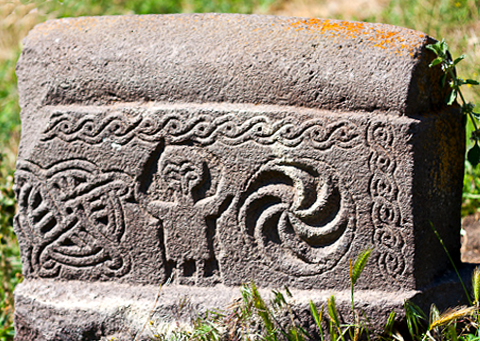
Cimitirul Aghout în Sisian
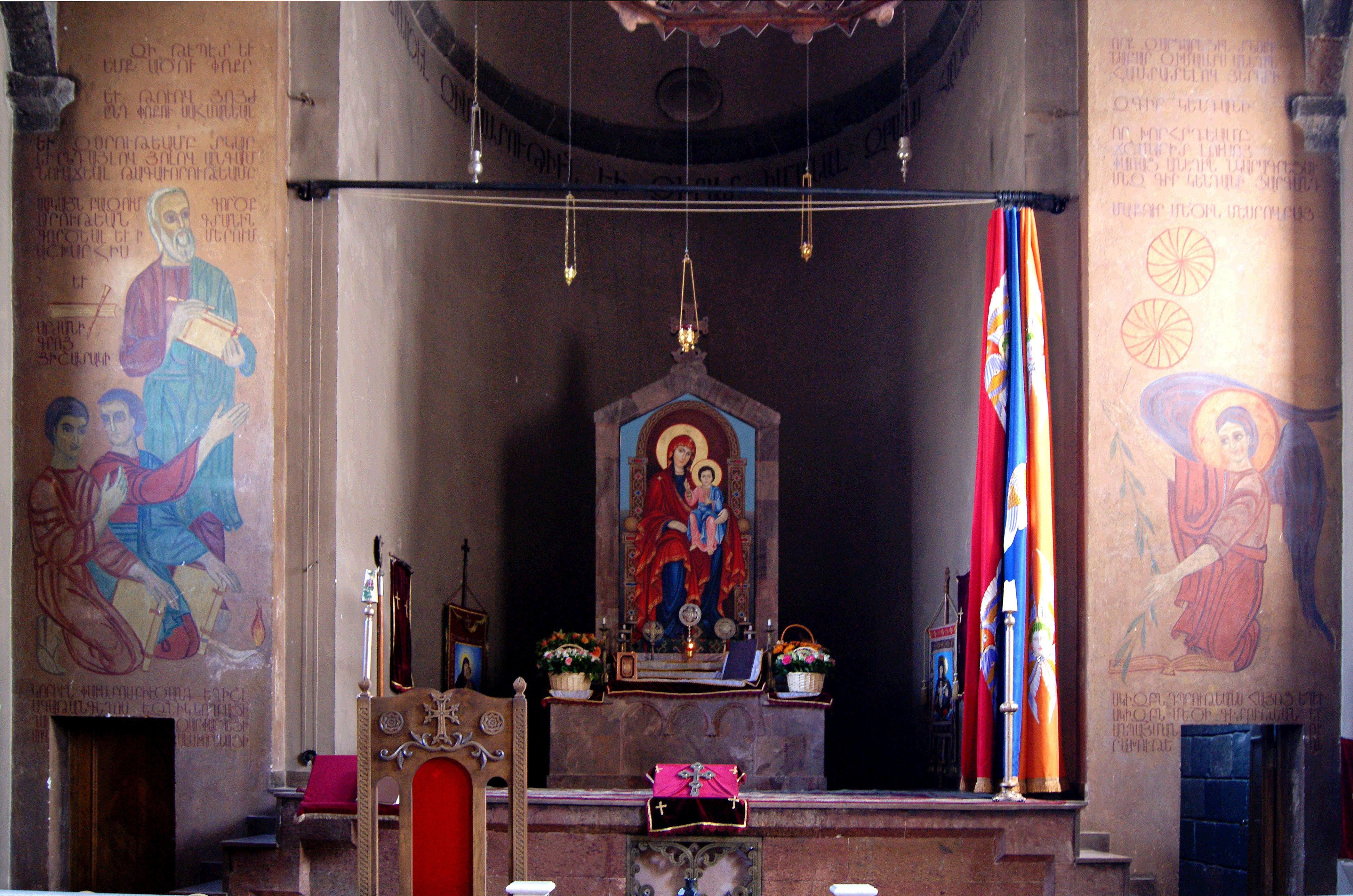
Catedrala Sfântul Mesrob Maștoț în Oșakan

Statui moderne și sculpturi

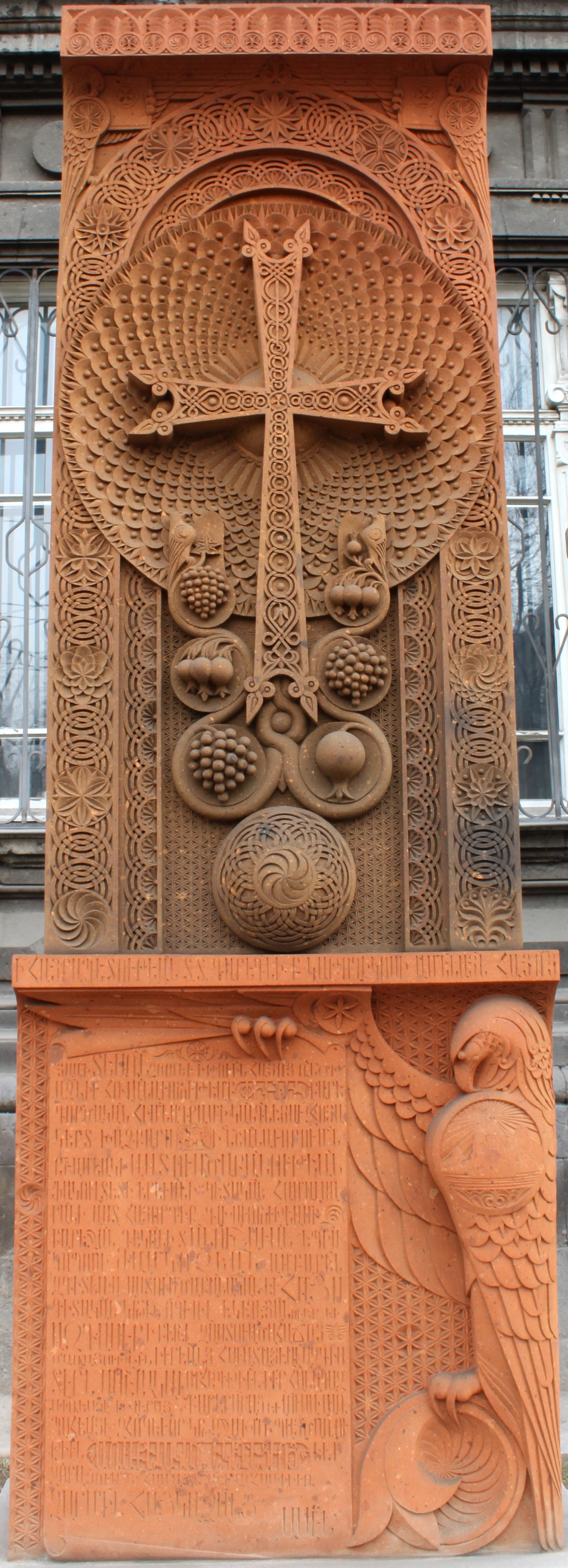
Un hacikar modern în Erevan
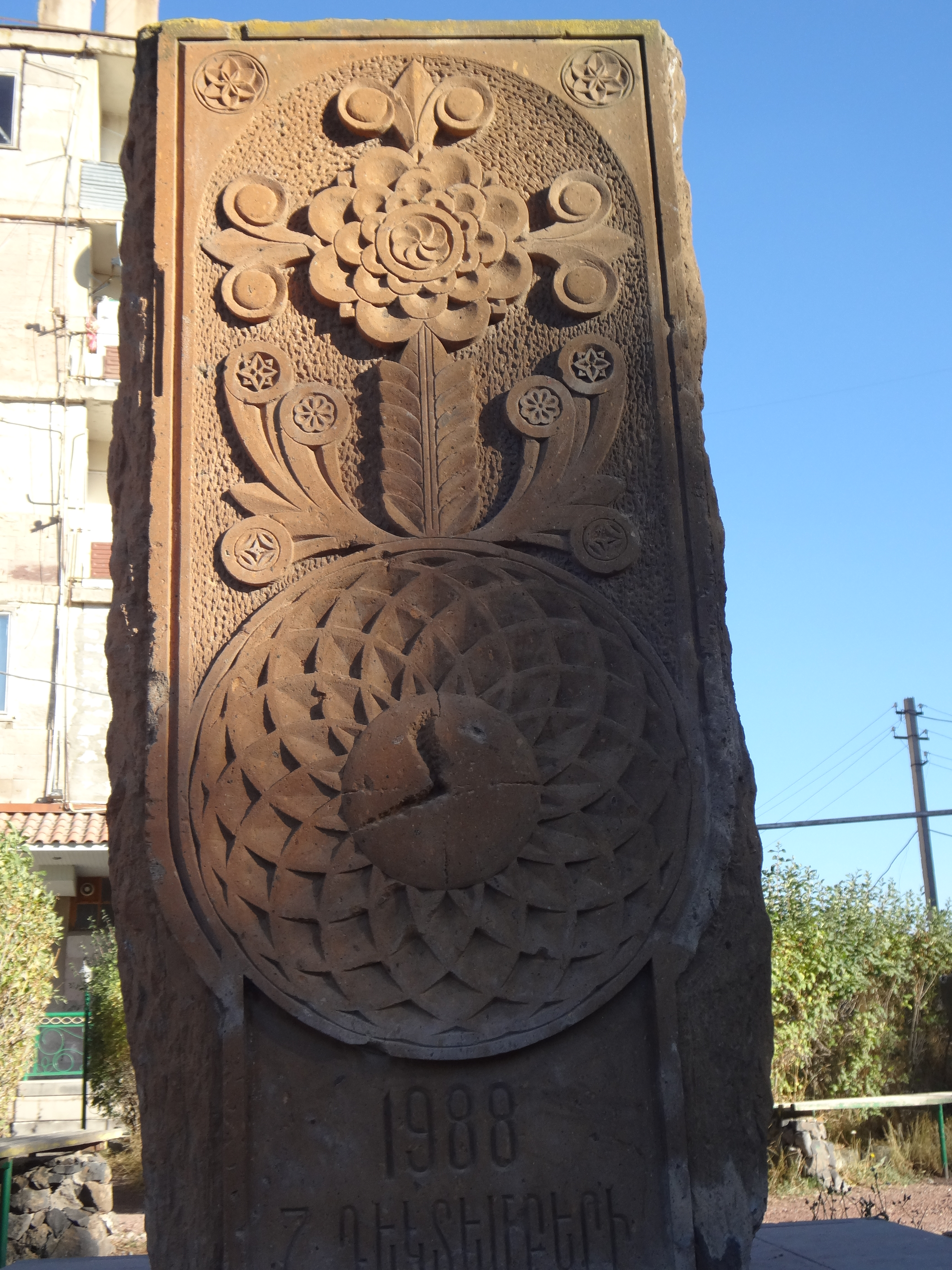
Un hacikar în memoria victimelor cutremurului din 1988
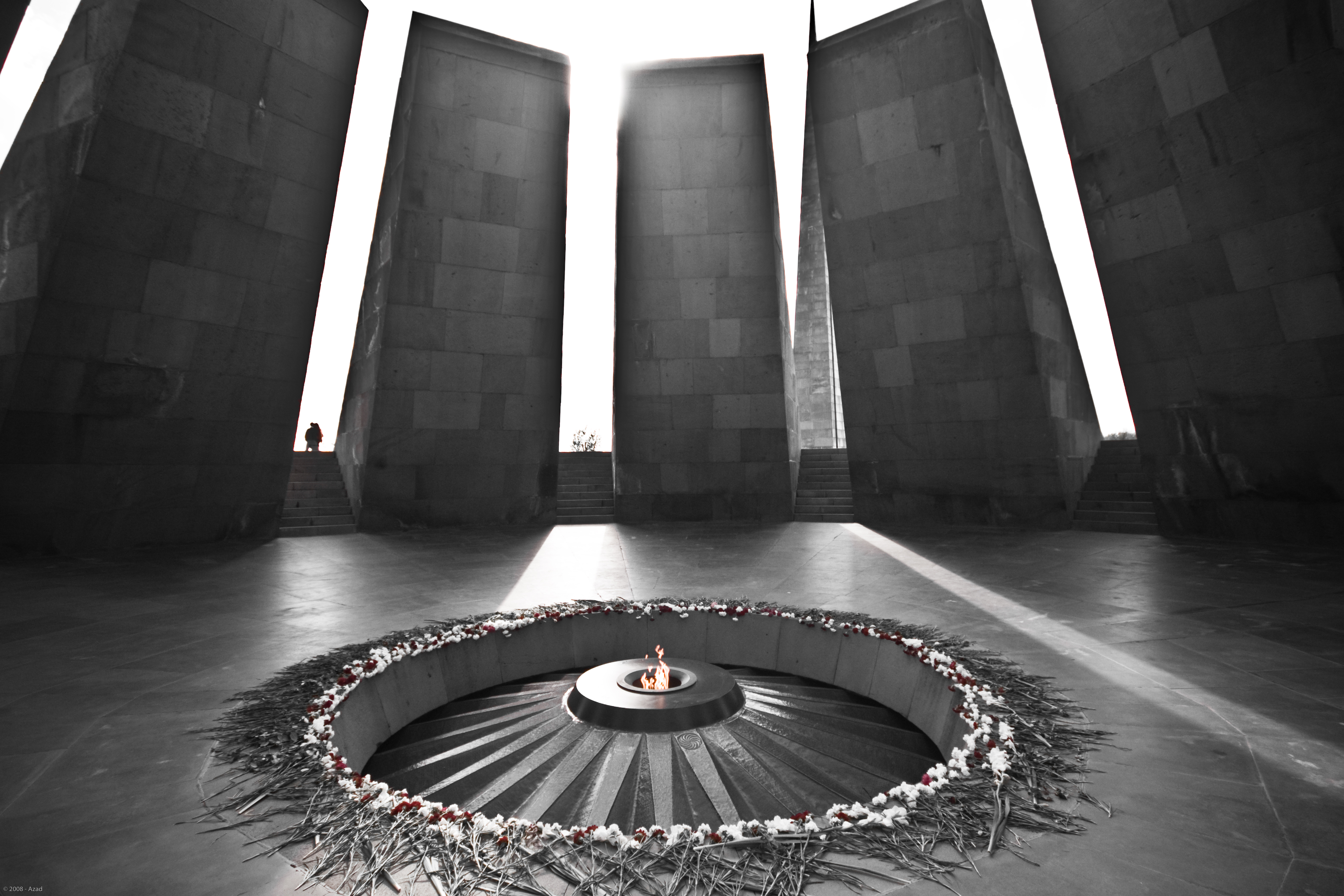
Memorialul genocidului armean în Erevan, 1965
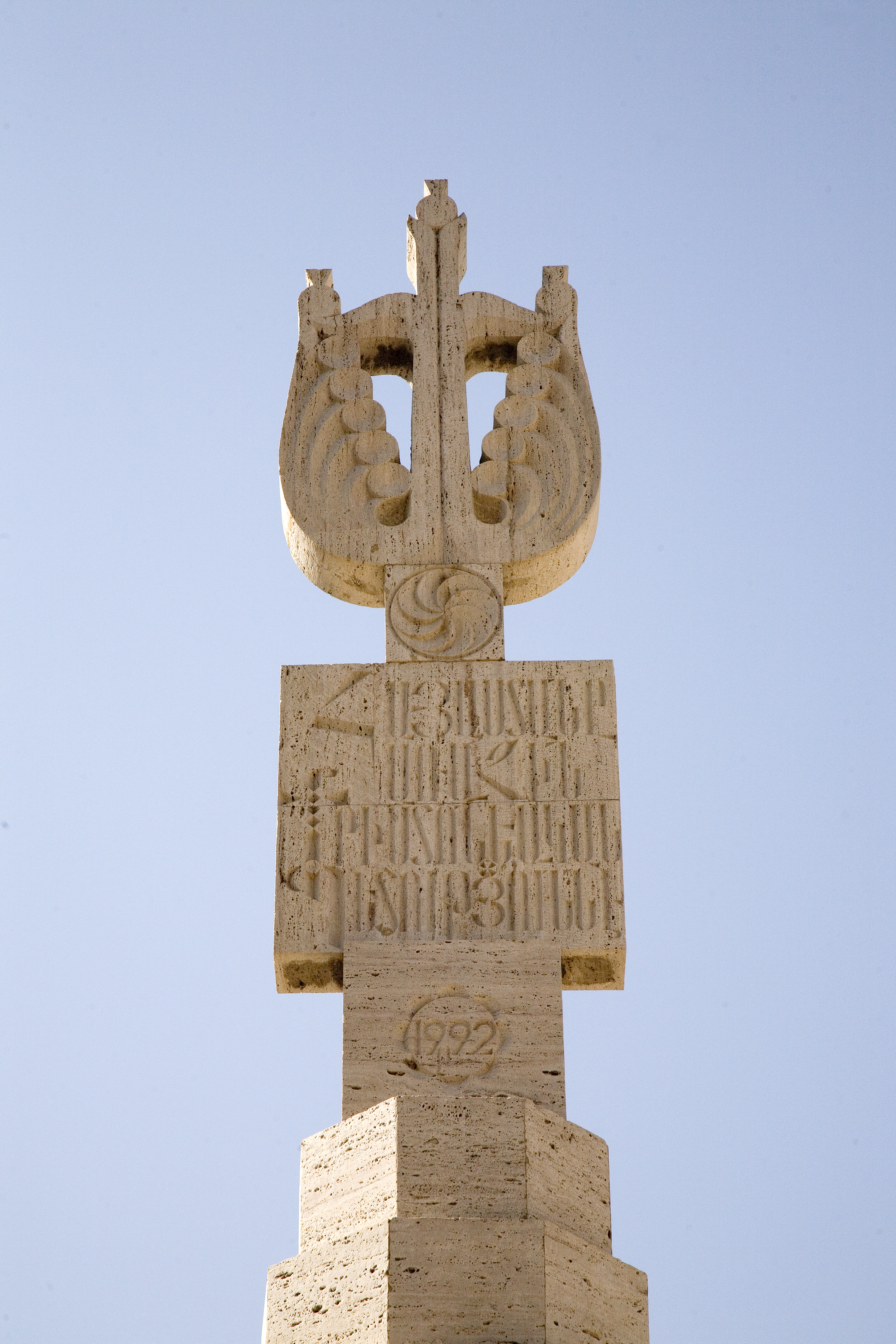
Monument din 1992 situat în Cascada Erevan dedicat adoptării creștinismului ca religie de stat în Armenia
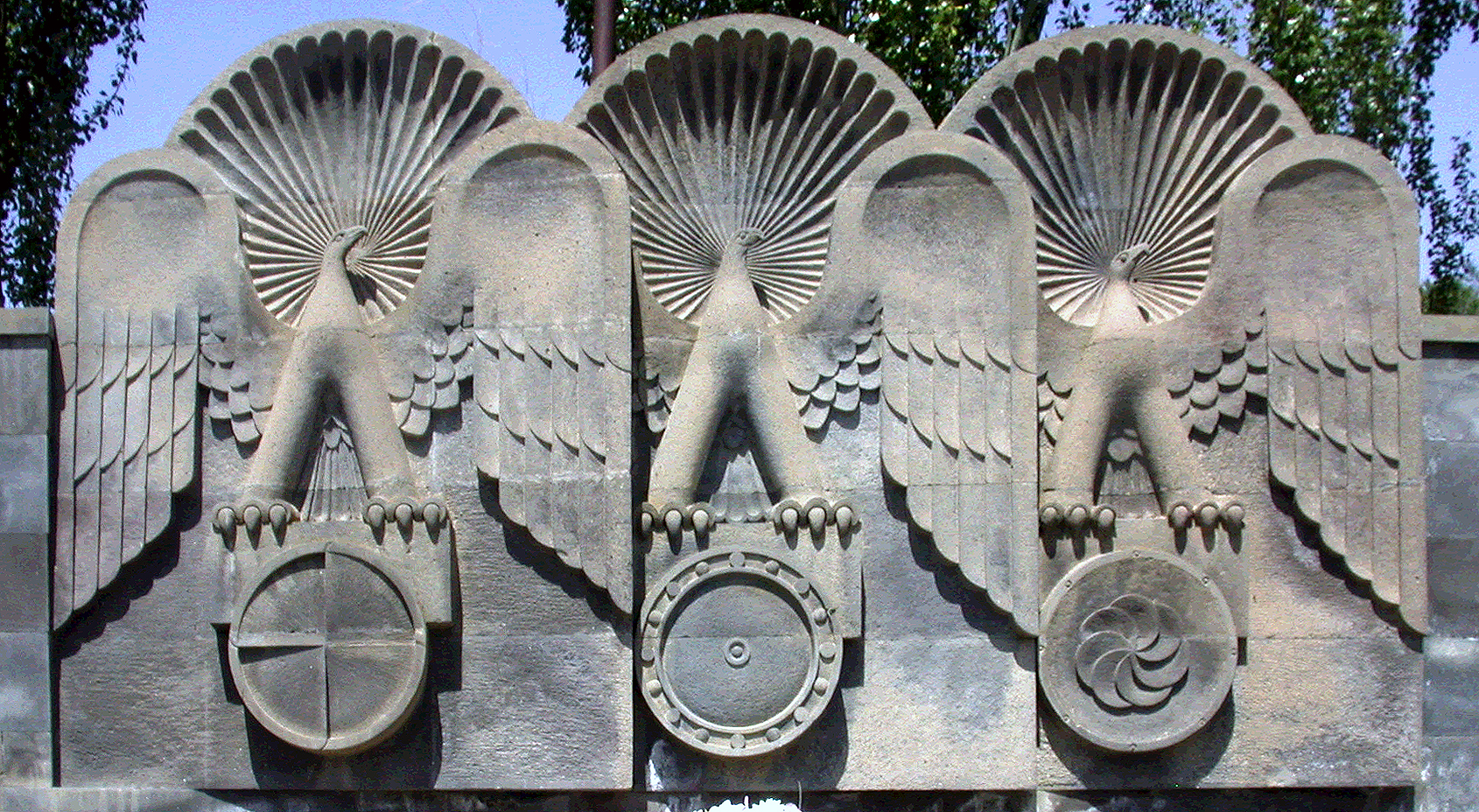
Monument dedicat memoriei soldaților armeni uciși în Războiul din Nagorno-Karabah, Sisian
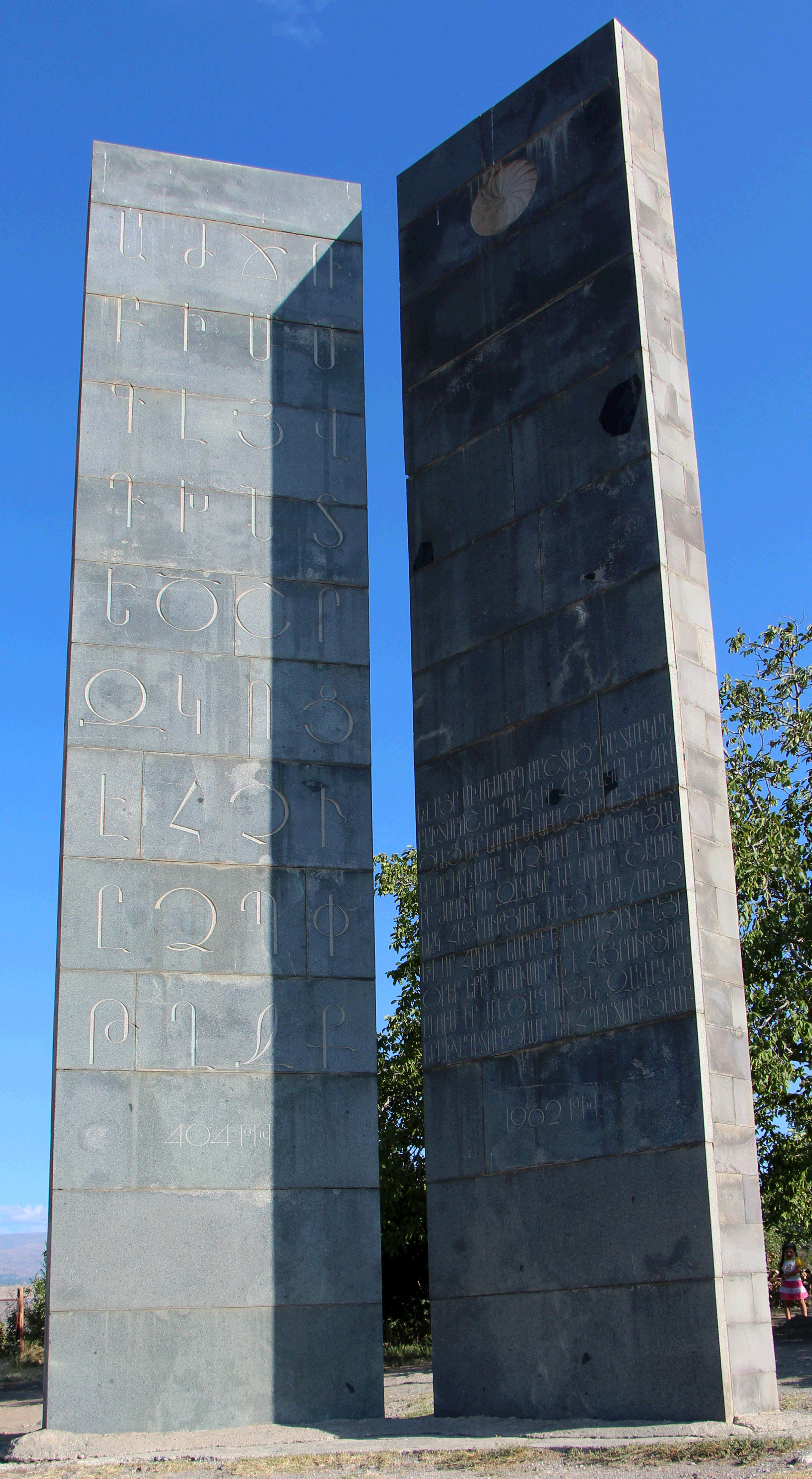
Un monument al alfabetului armean și semnul eternității pe turnul Oșakan
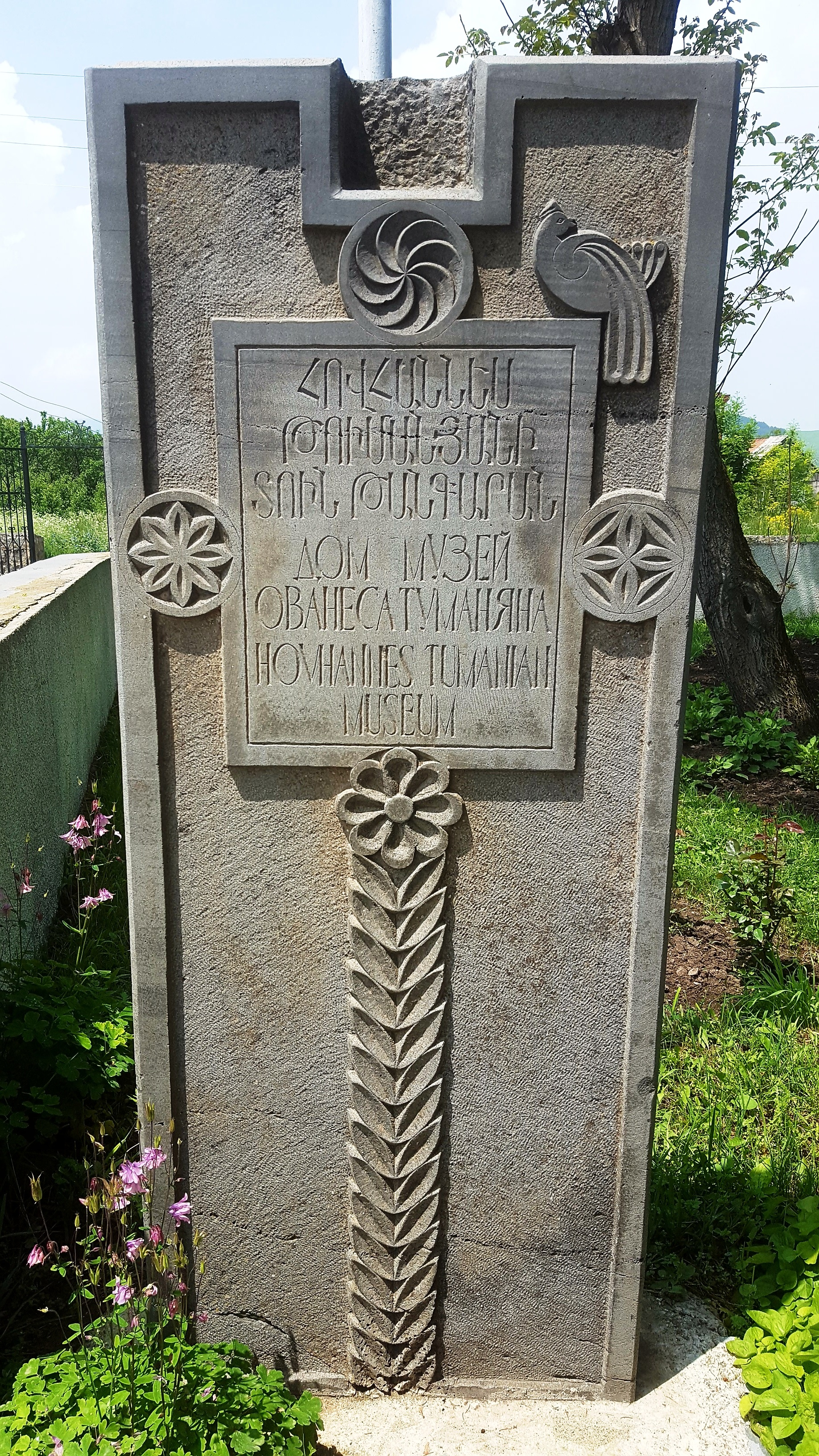
o placă la intrarea în muzeul lui Hovhannes Tumanyan din Dsegh
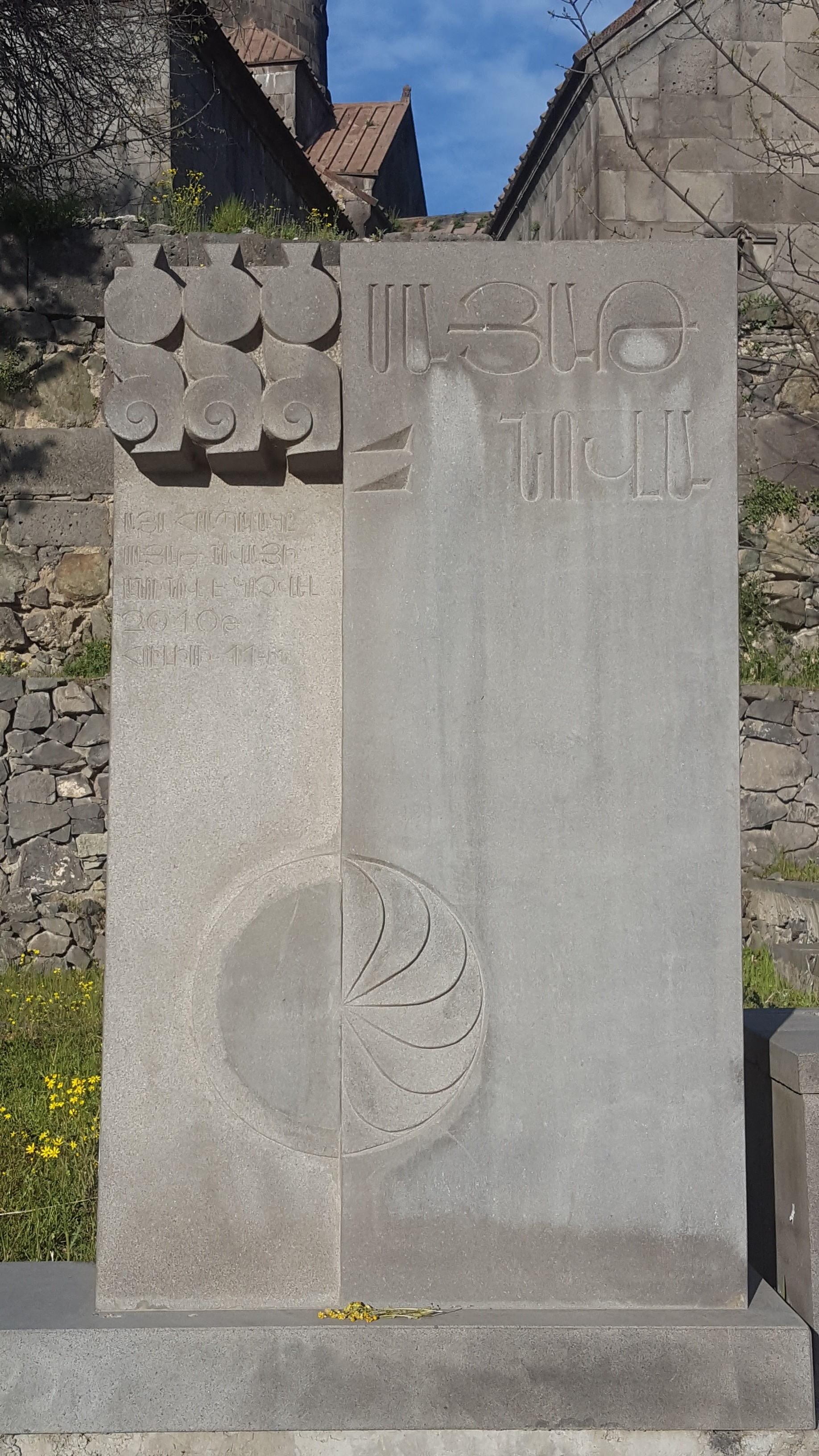
o placă ce anunțând că piața de la intrarea în Mănăstirea Haghpat a fost numită după Sayat-Nova în 2010

Logo-uri

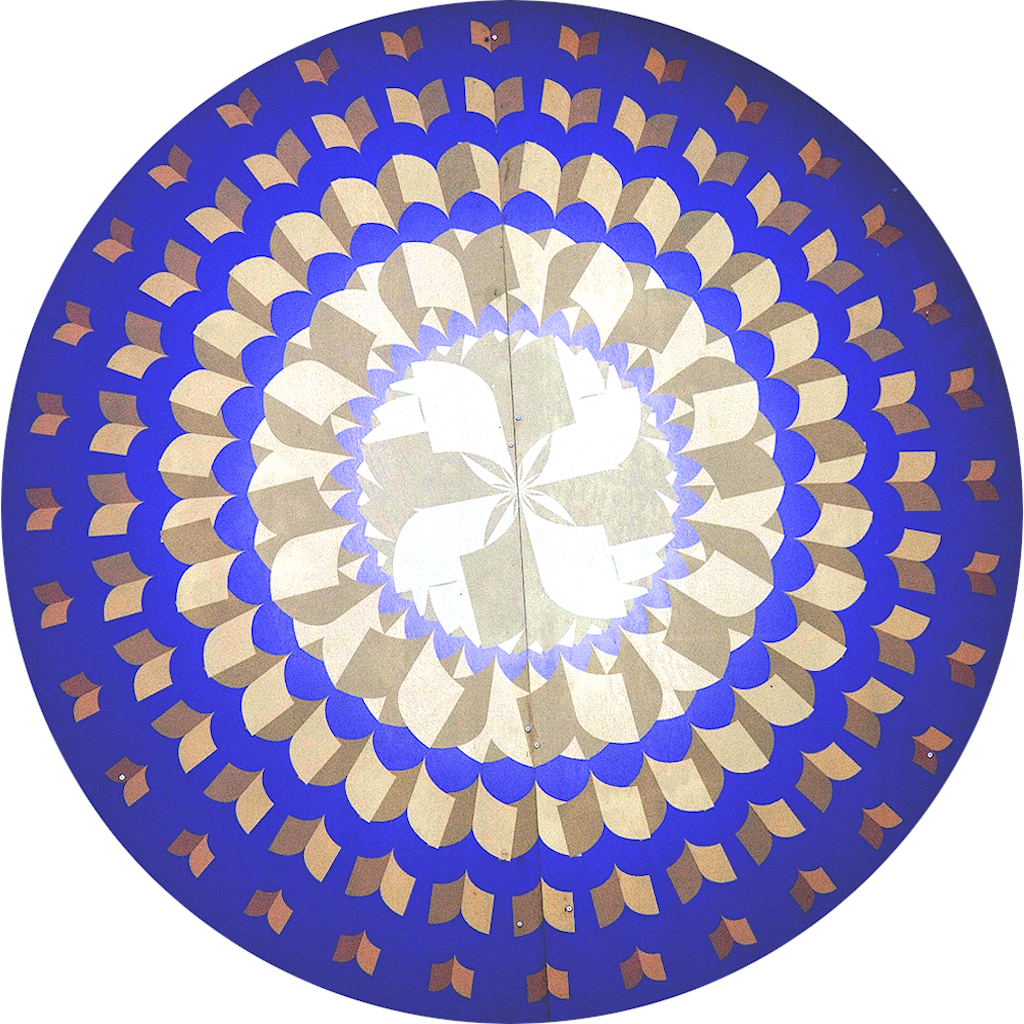
Simbol al Bibliotecii Naționale a Armenia
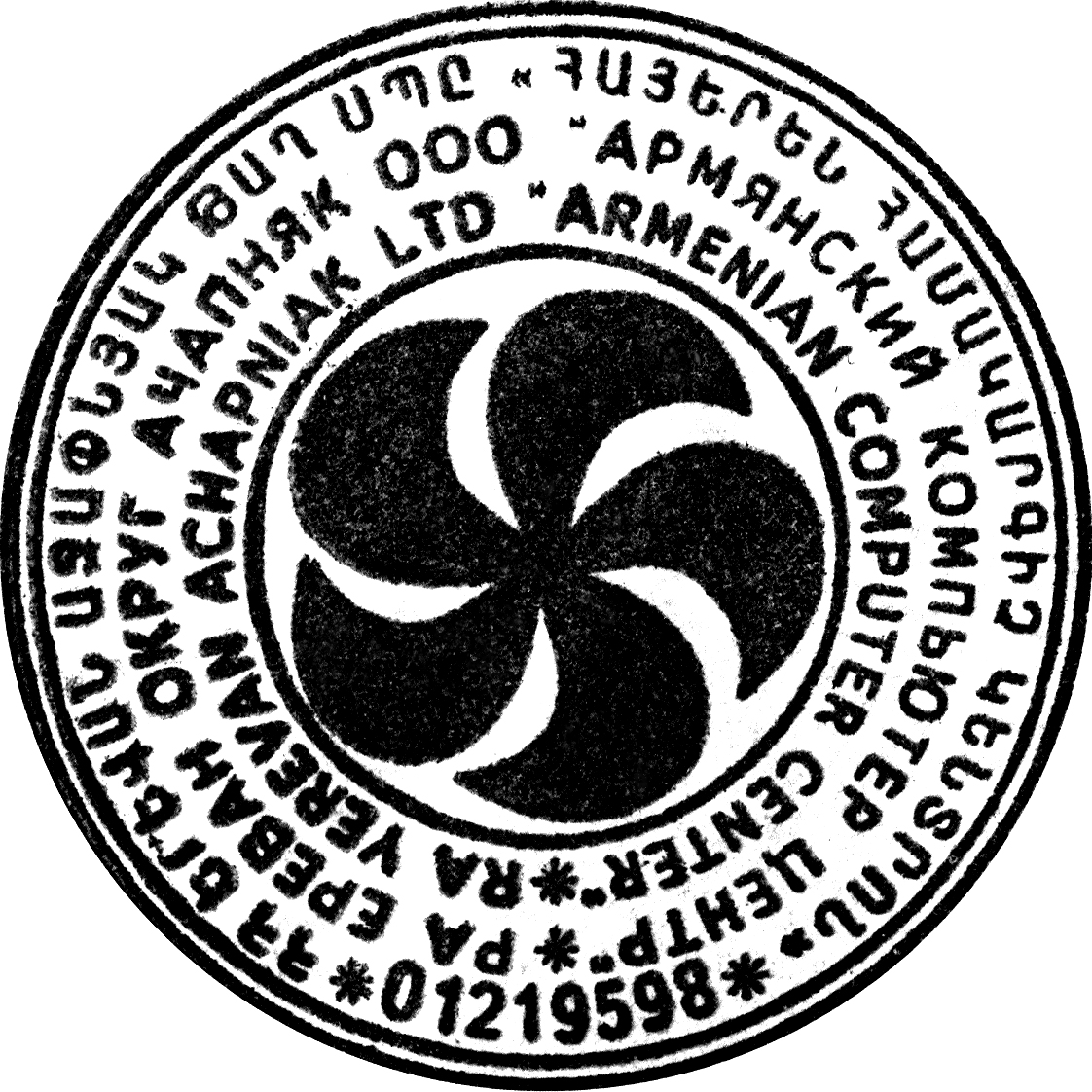
Ștampilă a "Armenian Computer Center" Ltd., 1998
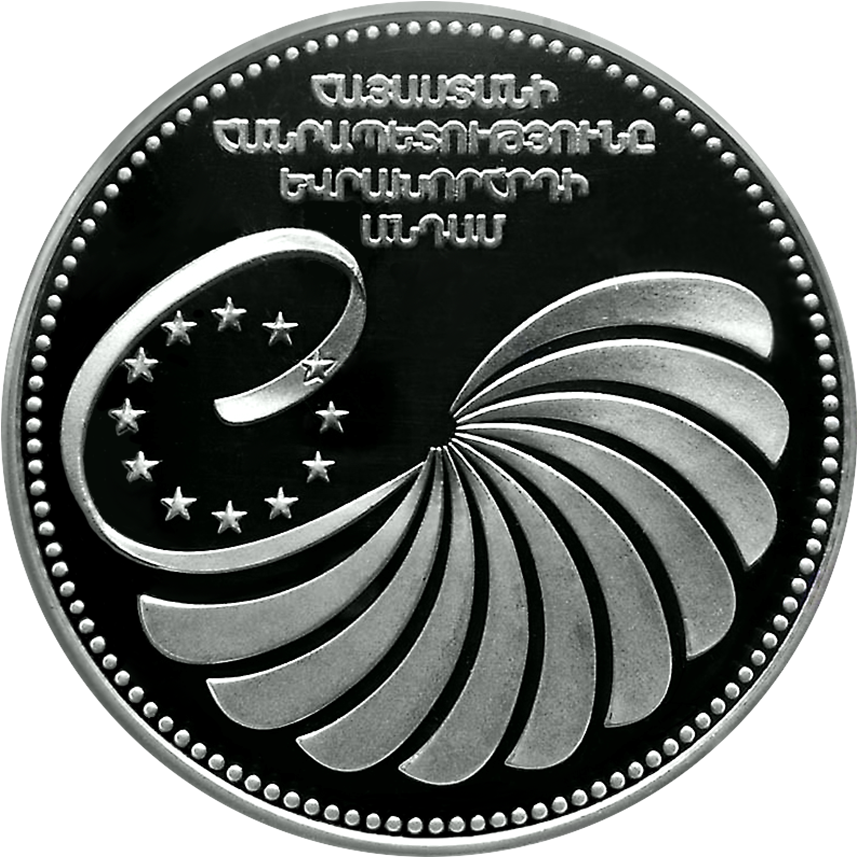
Monede comemorative a Armeniei, Armenia alăturându-se Consiliului Europei, 25 ianuarie 2001
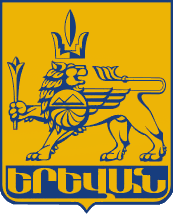
Sigiliul Erevanului, adoptat ]n 2004
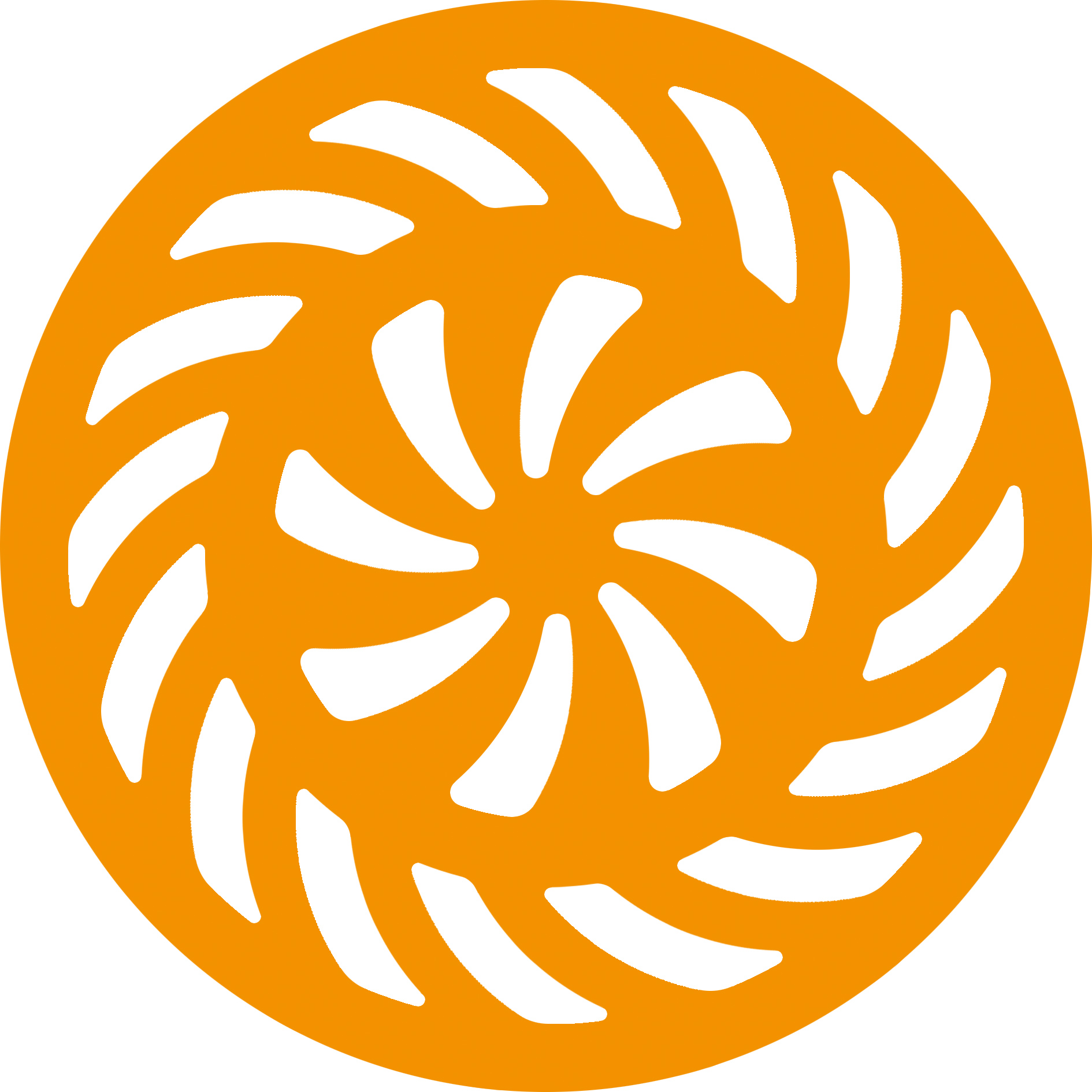
Emblema Centrului de Arte al Poporului din Erevan
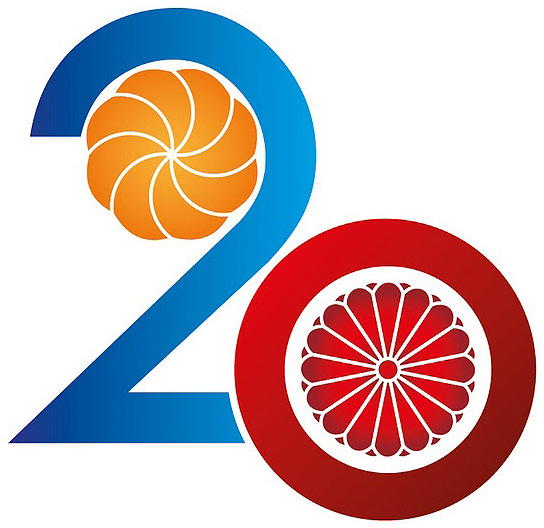
Simbolul național japonez, Crizantema și semnul armean al eternității realizat într-un singur logo în culorile steagurilor naționale, 2011
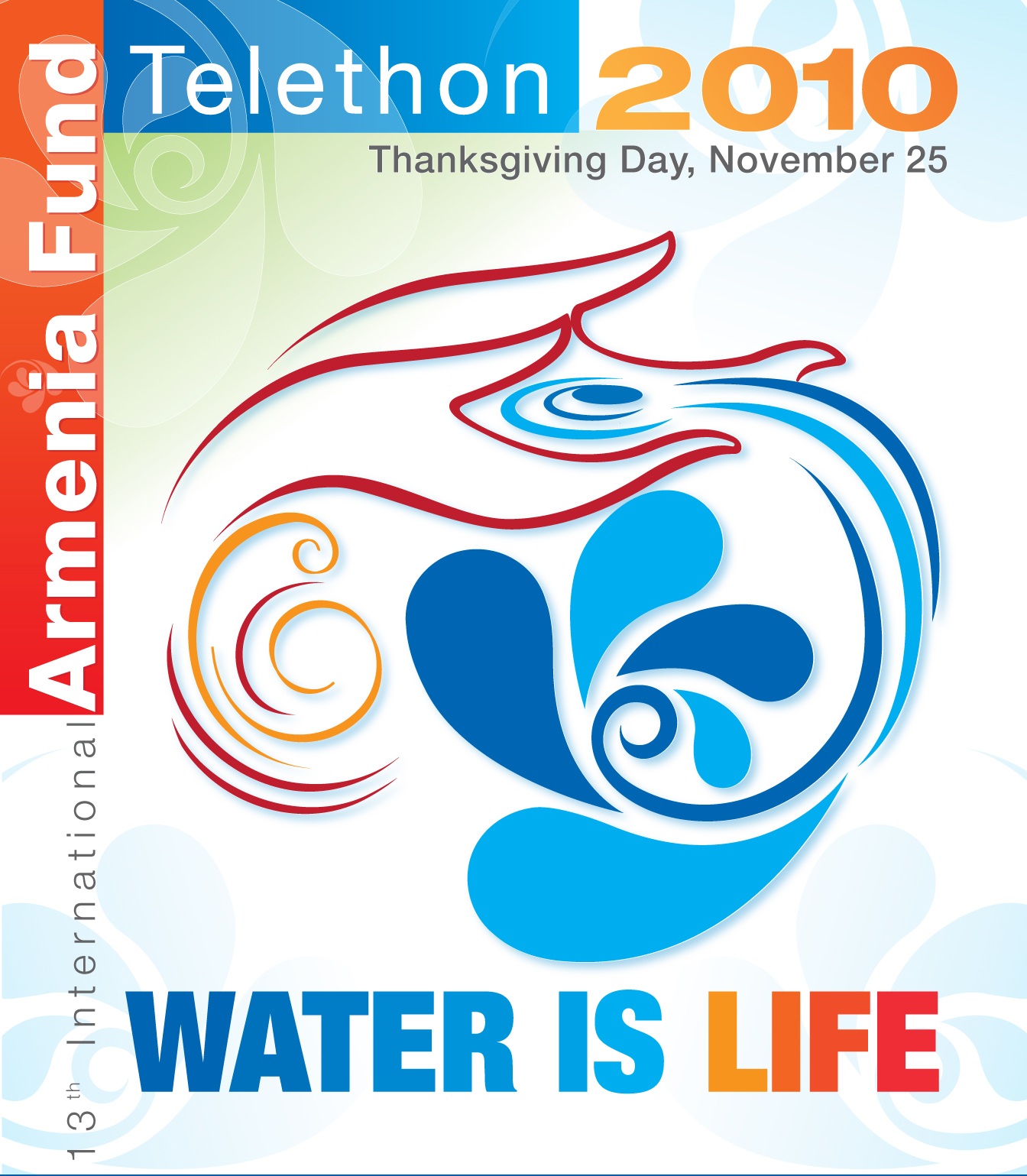
Apa e viață - Logo-ul teledonului Armenia Fund, 2010